# Topinambur
Topinambur (IPA: [ˌtopinamˈbuɐ], ⓘ; Helianthus tuberosus) ist eine Pflanze, die botanisch zur Familie der Korbblütler (Asteraceae) zählt und zur selben Gattung wie die Sonnenblume (Helianthus annuus) gehört. Topinambur ist eine Nutzpflanze, deren Sprossknolle als Wurzelgemüse für die Ernährung genutzt wird. Aus derselben Familie stammt die Yacón (Smallanthus sonchifolius), deren süße Knollen ähnlich genutzt werden.

## Herkunft und Varianten des Namens
Der Name leitet sich vom Namen des indigenen Volkes der Tupinambá ab und kann im Deutschen sowohl das männliche (der Topinambur) als auch das weibliche Geschlecht (die Topinambur) annehmen. Der Plural lautet Topinamburen.
Mancherorts in Baden wird Topinambur als Erdapfel bezeichnet. Weitere Namen sind Erdbirne (in Südbaden auch Ross-Erdapfel, da einst an Pferde verfüttert) oder Jerusalem-Artischocke, Borbel, Erdartischocke, Erdschocke, Erdsonnenblume, Erdtrüffel, Ewigkeitskartoffel, Kleine Sonnenblume, Knollensonnenblume, Rosskartoffel, Schnapskartoffel, Süßkartoffel und Zuckerkartoffel. Als Erdbirne oder Erdapfel wird im Rheinland, in Süddeutschland, Österreich und in der Schweiz auch die Kartoffel bezeichnet.
Als Topinambur oder Rossler wird auch der aus den inulinreichen Sprossknollen dieser Pflanze hergestellte Branntwein bezeichnet.

## Beschreibung

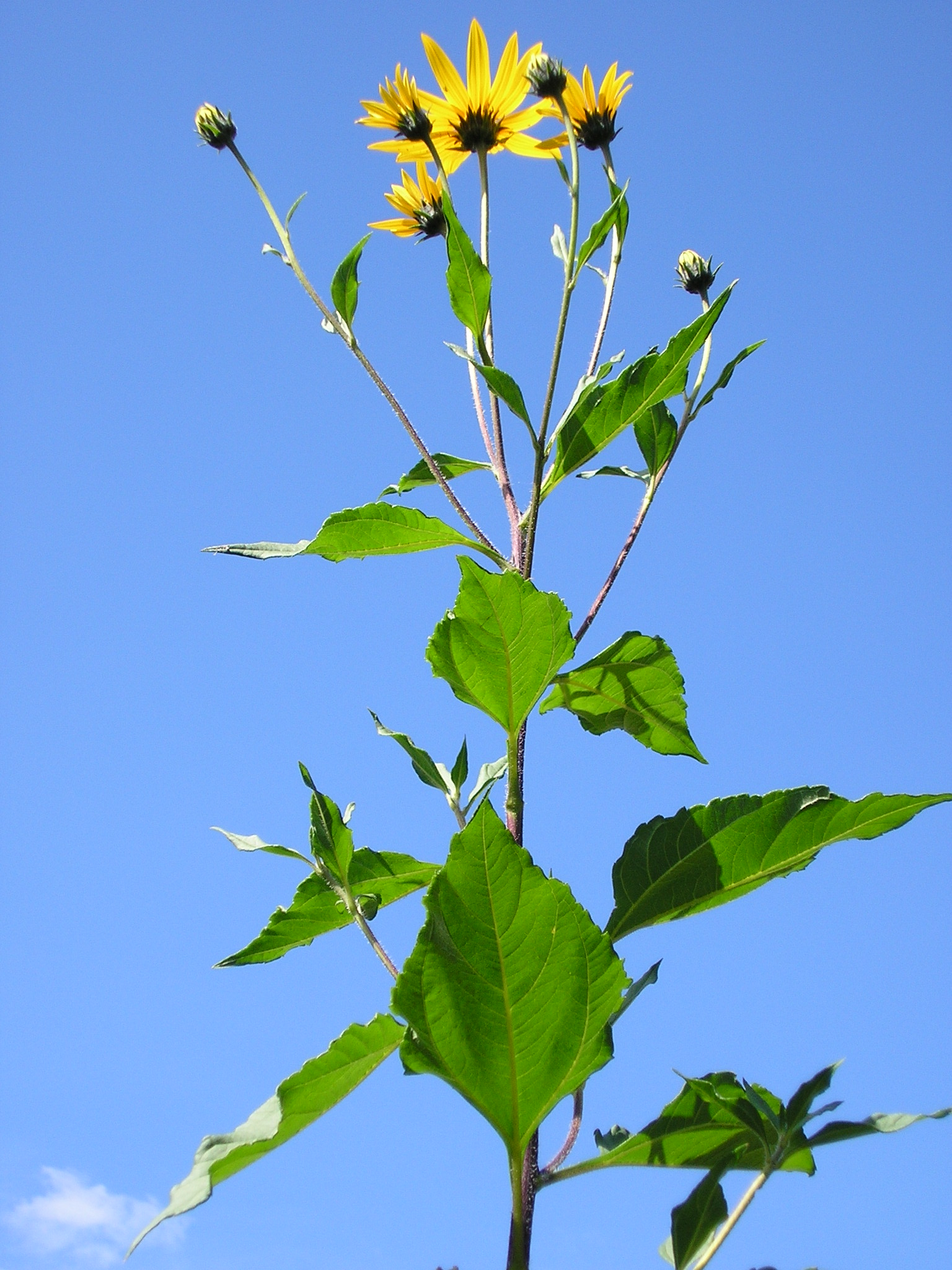
Einzeltrieb in Blüte

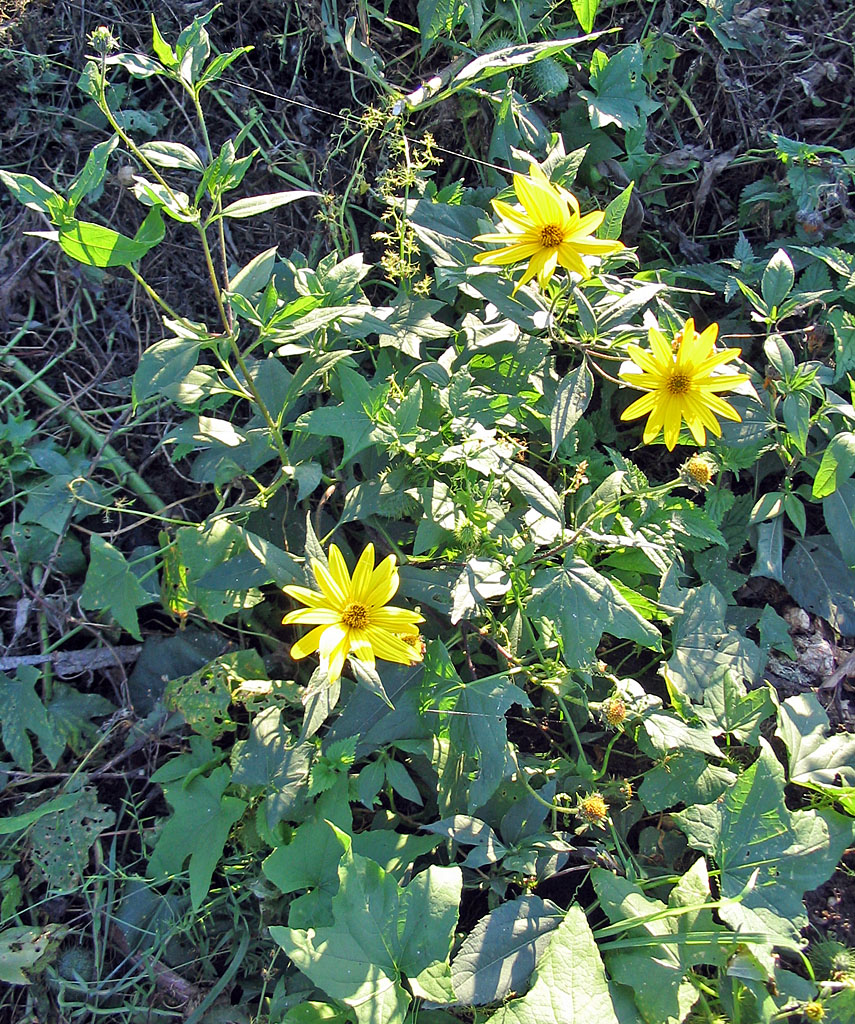
Topinambur-Pflanze

Die mehrjährige krautige Pflanze wird bis zu 3 m hoch. Der Trieb ist einjährig und stirbt im Herbst ab. Aus einer Knolle bilden sich mehrere aufrechte und nach längerem eintriebigen Wachstum später auch verzweigte Stängel, an denen gegen- bis wechselständige, gestielte, eiförmige, -lanzettliche und spitze bis zugespitzte, am Rand gesägte bis gekerbte teils ganzrandige Blätter sitzen. Diese werden 7 bis 10 cm breit und zwischen 10 und 25 cm lang. Stängel und Blätter sind rau und behaart. Der 2–8 Zentimeter lange Blattstiel ist oft leicht geflügelt. Die Nervatur ist dreizählig.
Was gemeinhin als „Blüte“ bezeichnet wird, ist botanisch gesehen ein scheinblütiger Blütenstand. Er ist körbchenförmig und wird von den außen sitzenden, sterilen Zungen- und den inneren, zwittrigen Röhrenblüten gebildet; hier sind auch Spreublätter vorhanden. Es handelt sich um einen zwittrigen Blütenstand, der von einem behaarten, mehrreihigen Hüllkelch unterlegt ist. Die Früchte werden botanisch als Achänen bezeichnet.
Die Blütenstände haben einen Durchmesser von 4 bis 8 cm und sitzen in den Achseln der oberen Laubblätter. Die äußeren Zungenblüten sind mit kräftig gelben, gerippten, etwa 2,5–4 Zentimeter langen Zungen versehen. Die Blütezeit von Topinambur liegt zwischen August und November. Als Kurztagspflanze blüht sie aber erst, wenn eine bestimmte Tageslänge unterschritten wird. Daher blüht sie in Nordfrankreich nicht vor Oktober, in Mitteleuropa dagegen schon ab August.
Die Pflanze überwintert mit Rhizomen, in die der Spezialzucker Inulin eingelagert wird. Die birnen-, apfel- bis spindelförmigen Knollen entstehen an der Sprossbasis, die Knollenhaut ist von beige über gelb bis rosa gefärbt und das „Fleisch“ der Knolle ist weiß. Die Knollen werden etwa so groß wie Kartoffeln und sie besitzen einige „Augen“. Die Haut der Knolle ist im Gegensatz zu Kartoffeln fein und dünn. Die Knollen ertragen Frost bis −30 °C, wobei der oberirdische Spross nur −5 °C aushält.
Die Chromosomenzahl beträgt 2n = 102.

## Einordnung als Neophyt
Die Pflanze wuchert, und die enorme Wuchskraft bedingt, dass schon Bruchstücke der Rhizomknollen reichen, um neu auszutreiben und auch noch in Folgekulturen als „Durchwuchs“ aufzutreten.
In Mitteleuropa verwildert Topinambur häufig und kann – wie andere Neobiota beziehungsweise Neophyten – Probleme verursachen, da sie heimische Pflanzen verdrängt, selber aber außer Wühlmäusen und Wildschweinen nur wenige Fressfeinde hat. Im Juli und August bildet die Pflanze an den unterirdischen Ausläufern (Erdkriechsprossen, Rhizomen) länglich-spindelförmige Knollen aus, die als Kohlenhydratespeicher dienen. Aus ihnen treiben im nächsten Frühjahr neue Sprosse. Die Pflanze ist daher in der Lage, in eine bestehende Pflanzengesellschaft einzudringen und diese aufgrund ihres raschen Höhenwachstums im Frühjahr, bei dem die anderen Pflanzen sehr stark beschattet werden, zu verdrängen. Die Wuchskraft ist jedoch sehr vom Standort abhängig. Im eigenen Garten sollten Wurzelsperren (Rhizomsperren) verwendet werden, um die Verwilderung von Topinambur zu vermeiden.
Sie kommt in Mitteleuropa in Gesellschaften der Ordnung Convolvuletalia vor, dringt aber auch in Artemisietea-Gesellschaften ein.
Die Pflanze befindet sich auf der Liste der gebietsfremden invasiven Pflanzen der Schweiz.

## Herkunft und Geschichte
Topinambur stammt aus Nord- und Mittelamerika, ihr ursprüngliches Verbreitungsgebiet wird in Mexiko vermutet. Heute ist die Art im zentralen und östlichen Nordamerika sowie in Mittelamerika verbreitet und gilt als Kulturpflanze der indigenen Völker aus vorkolumbischer Zeit.
Überlebende einer Hungersnot unter französischen Auswanderern in Kanada/Nordamerika schickten 1610 einige der unbekannten Knollen, die ihnen das Leben gerettet hatten, nach Europa. So kam sie auch 1612 nach Paris sowie in den Vatikan als Sammelplatz für Wunder aller Art. In Frankreich wurde die „Indianerkartoffel“ nach einem indigenen Volk Brasiliens, den Tupinambá, dessen Vertreter gerade zufällig zu Besuch waren, benannt; daher Topinamb(o)ur. Parallel einigten sich päpstliche Gärtner auf girasole articiocco (Sonnenblumen-Artischocke). Durch Volksetymologie wurde aus girasole im englischen Sprachraum die Bezeichnung Jerusalem-Artischocke.
Zuerst wurde die Topinambur als Nahrungsmittel angebaut. Im 19. Jahrhundert waren die Knollen ein wichtiges Nahrungs- und Futtermittel. Vor allem in Frankreich genoss sie nach ihrer Einführung Anfang des 17. Jahrhunderts große Popularität. In Europa wurde die süßlich schmeckende Knolle ab 1750 weitgehend von der ergiebigeren Kartoffel verdrängt.
Heute wird Topinambur auf fast allen Kontinenten angebaut, Hauptanbaugebiete befinden sich in Nordamerika, Russland, Australien und Asien. Mit nur noch geringer wirtschaftlicher Bedeutung wird sie zudem in Südfrankreich und den Niederlanden angebaut. In der Schweiz wird sie im Seeland seit 1978 wieder erwerbsmäßig angebaut. In Deutschland findet man nur kleine Anbaugebiete in Niedersachsen, Brandenburg und Baden. In Baden im Landkreis Rastatt fanden sich 1990 noch etwa 200 ha im Anbau, in Dänemark waren es 1990 noch 15 bis 20 ha. Um das Jahr 2000 herum wurden Topinamburknollen fast nur in Bioläden oder auf Wochenmärkten verkauft. In der Schweiz und in Österreich wird sie auch über die Einzelhandelsketten vermarktet.

## Kultivierung

### Anbau und Ernte

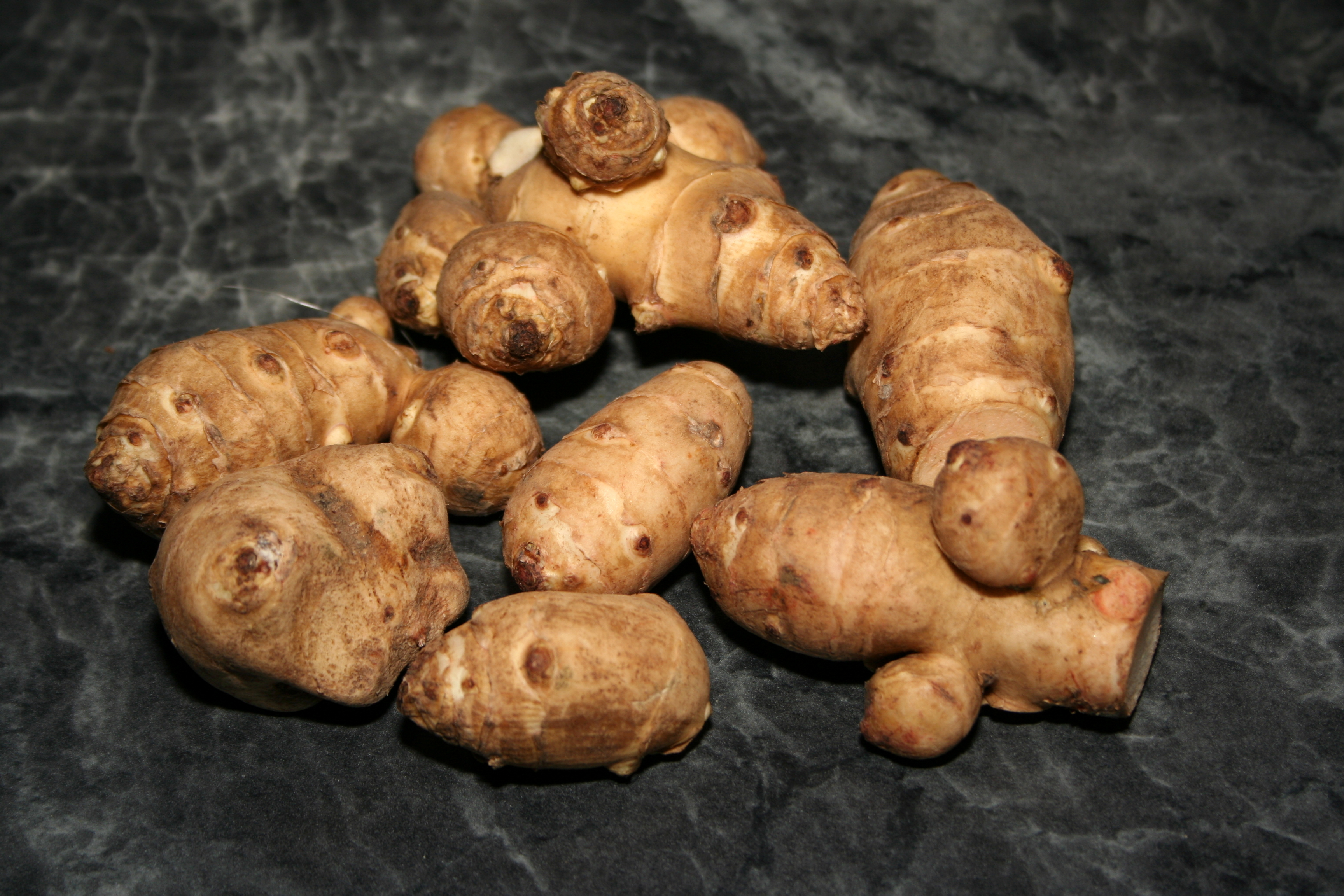
Einige gewaschene Topinambur-Rhizomknollen

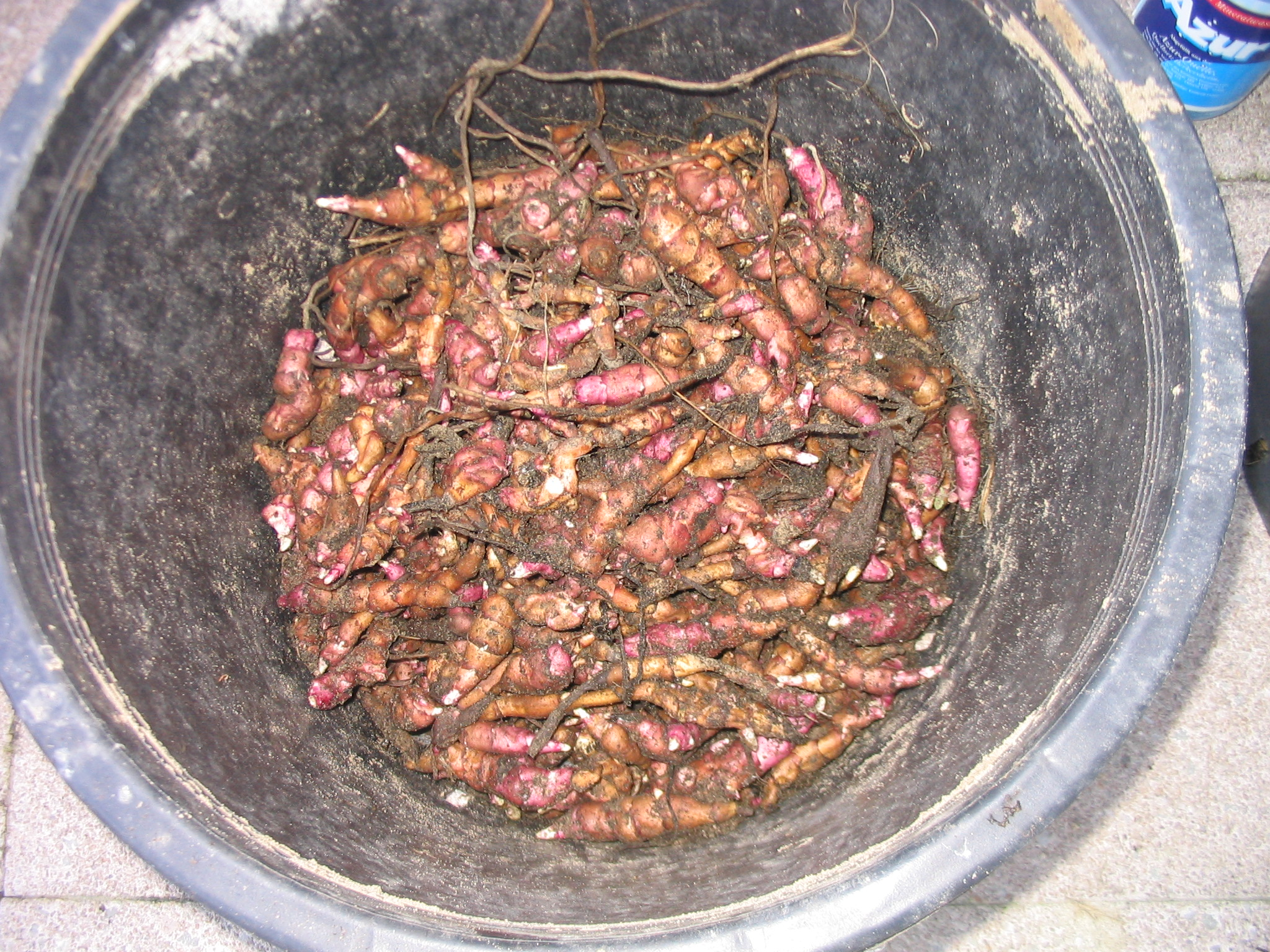
Knollen, sehr frühe Sorte wildwachsend, Ingelheim am Rhein

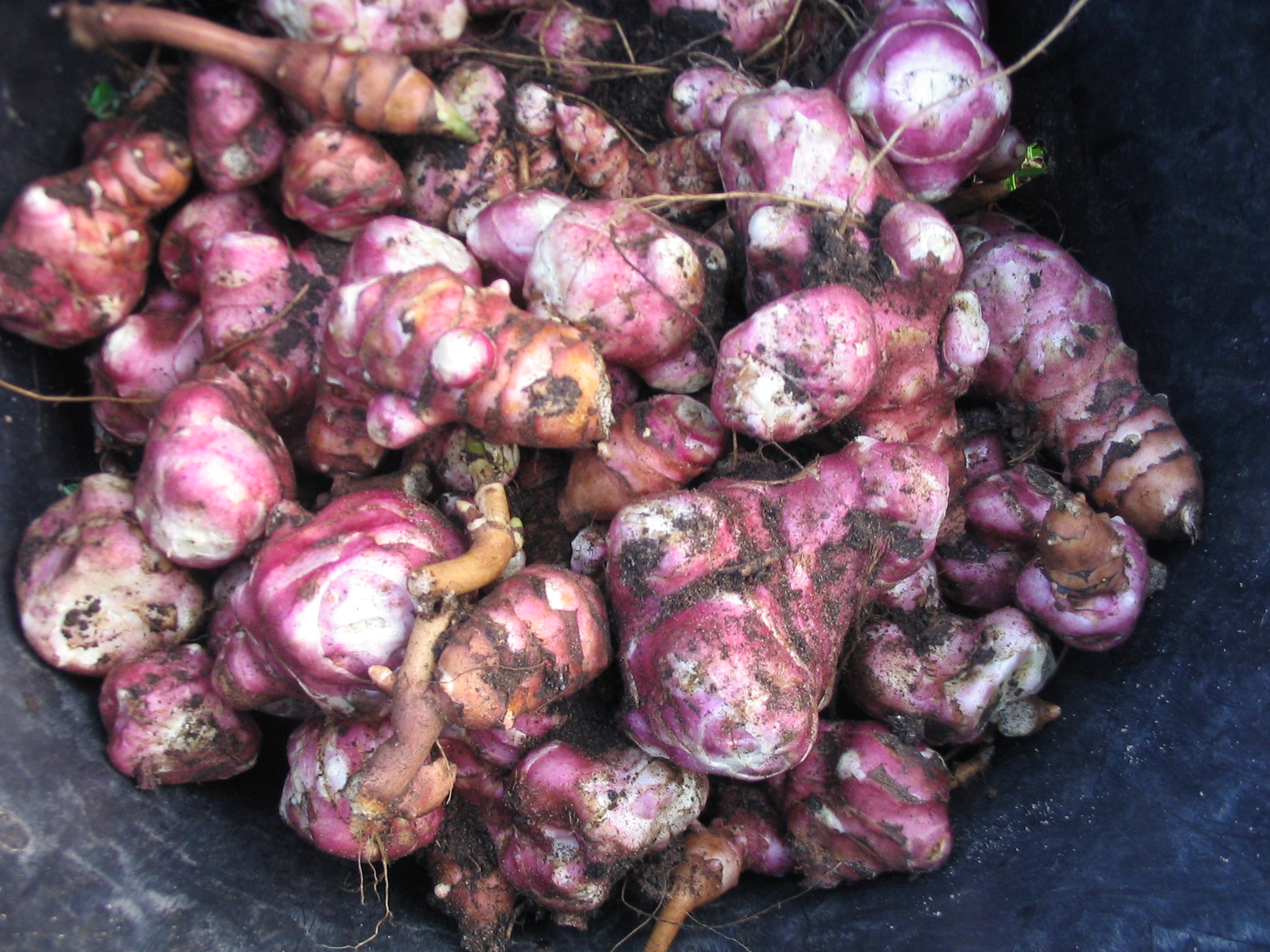
Knollen, sehr späte rote Sorte

Im erwerbsmäßigen Anbau wird Topinambur einjährig kultiviert. Er ist anspruchslos und stellt keine großen Anforderungen an seinen Standort, wobei auch nährstoffarme Böden genutzt werden können. Optimal sind Standorte mit pH-Werten zwischen 6,0 und 7,5. Sehr gut folgt er in der Kulturfolge auf Kulturen, die lockeren Boden hinterlassen, und er wächst vor allem auf lockerem, leicht sandigem Boden; Staunässe wird gemieden. Klimatisch kann die Pflanze von kühlen Gebieten wie Nordamerika und -europa bis weit in den Süden gedeihen, auch für die Tropen ist er während der „kühleren“ Jahreszeit geeignet. Besonders geschätzt werden vollsonnige Standorte, Topinambur fühlt sich aber auch im Halbschatten wohl.
Die Neubepflanzung erfolgt im frühen Frühjahr (Februar–April). Während der sehr frühen Pflanzung kann die Kultur mit Vlies bedeckt werden, um das Austreiben zu beschleunigen. Der Pflanzabstand in der Reihe beträgt 30 bis 40 cm und der Reihenabstand 60 bis 80 cm. Die Knollen werden auf eine Tiefe von 10 bis 12 cm abgelegt. Es kann die gleiche Anbautechnik wie für Kartoffeln verwendet werden. Dazu werden die Reihen angehäufelt, um das Treiben der Knollen zu verfrühen und das Aufnehmen der Knollen zu vereinfachen, da sie erhöht liegen. Für einen Hektar werden je nach Knollengröße 1,2 bis 2 t Knollen benötigt, Das entspricht 0,2 kg/m² (20 kg/a). Die optimale Bestandsdichte beträgt drei bis fünf Knollen/m².
Topinambur benötigt vor allem zu Kulturbeginn Pflege durch Unkrautbekämpfung. Danach überwuchert und verdrängt die Pflanze das Unkraut, so dass es keine ertragsmindernde Rolle mehr spielt. Werden zusätzlich noch die Blüten entfernt, kann der Ertrag um 10 bis 12 % gesteigert werden, wobei die Knollen im Mittel von 38 g auf 44 g größer wurden. Bei einer Kürzung der Gesamtpflanze kommt es dagegen zu einem Minderertrag.
Obwohl die Pflanze auch auf nährstoffarmen Böden wachsen kann, ist der Ertrag mit zusätzlicher Düngung höher. Frühere Versuche aus Frankreich und Deutschland (vor 1949) zeigen einen hohen Kaliumbedarf. Topinambur benötigt zum Aufwuchs (in kg/ha Reinnährstoff) 100 Stickstoff, 50 P2O5, 150 K2O. Wenn vorhanden, nimmt die Pflanze bis 150 kg/ha Stickstoff auf, aber ohne großartigen Mehrertrag. Englische Untersuchungen geben gar nur 50 kg/ha Stickstoff an. Vor allem das Wachstum der oberirdischen Pflanzenteile nimmt stark zu. Der Nährstoffgehalt (= Nährstoffabfuhr durch Knollenernte) je Dezitonne Knolle beträgt 0,26 kg N, 0,14 kg P2O5, 0,62 kg K2O und 0,02 kg MgO.
Der Hauptzuwachs der Knollen erfolgt von Juli bis Oktober, geerntet wird von November bis März/April vor dem Neuaustrieb der Knollen. Nachdem die Blätter abfallen (einfallen), werden die Stängel zur leichteren Ernte eingekürzt. Die Erträge betragen ca. 60 t/ha Knollen, bei guter Kultur können auch bis zu 80 t/ha erreicht werden und im Hausgarten sind Erträge von 2 bis 3 kg/m² üblich. Für die Ernte sind stärker ausgelegte Maschinen nötig, weil die Knollen fester mit der Pflanze verwachsen sind als Kartoffeln. Im Gegensatz zu Kartoffeln verträgt die Topinamburknolle Frost, solange sie im Boden ist. Um auch bei Frost ernten zu können, kann die Erde mit Stroh oder Laub bedeckt werden. Nach der Ernte verbleibt meist ein Teil der kleineren Knollen im Boden; dieser dient für die nächstjährige Kultur. Topinambur bleibt für einige Jahre am gleichen Standort und wird jährlich abgeerntet. Erfolgt ein Kulturwechsel, wird am besten Wiese angesät, die mehrmals im Jahr gemäht wird. Das bringt den Wuchs der Topinambur zum Erliegen und sie verschwindet aus der Kulturfläche.

### Sorten
- Topstar (sehr früh, Knollen länglich-oval)
- Henriette (früh, Knollen walzen- bis birnenförmig)
- Gigant (früh, Knollen walzen- bis birnenförmig)
- Bianca (früh, Knollen walzen- bis birnenförmig, Wuchshöhe 2,5 m)
- Patate (Knollen rundlich, leicht rötlich gefärbt)
- Sakhalinski rouge
- Gute Gelbe (mittelspät, Knolle rund bis oval und glatt)
- Waldspindel (mittelspät, Knollen spindelförmig)
- Völkenroder Spindel (mittelspät, Knollen spindelförmig bis spitzoval)
- Lola (mittelspät, Knollen rund bis birnenförmig)
- Medius (mittelspät, Knollen rund bis birnenförmig)
- Topianka (mittelspät, Knollen birnenförmig bis rundlich)
- Fuseau 60 (mittelspät, rund bis birnenförmig mit Tochterknollen)
- Landsorte Rot (spät, Knollen rund bis birnenförmig)
- Landsorte Weiß (spät, Knollen rund bis birnenförmig)
- Dornburger (spät, Knollen oval bis rundlich)
- Violet de Rennes (spät, Knollen violett und ähnlich Kiefernzapfen Wuchshöhe 2 m)
- Rote Zonenkugel (spät, Knollen rundoval bis spindelförmig)[22][23]

### Vermehrung
Topinambur wird in der Regel vegetativ über Knollen vermehrt.
Die Vermehrung über Samen wurde 1904 durch Vilmorin auf Korsika versucht. Das Resultat war eine gelbe Sorte, die einen feineren Geschmack, aber weniger Ertrag brachte. Wegen des späten Blütezeitpunkts reifen die Samen in Mitteleuropa normalerweise nicht aus, so dass die Pflanzen ganz auf vegetative Vermehrung über die Sprossknolle angewiesen sind. Auch die Vermehrung mittels Meristemkultur ist aus den aus Blättern gewonnenen Zellen zu Züchtungszwecken möglich. In Guadeloupe existiert eine Sorte (Navet de Jérusalem), die unter dortigem Klima besonders schnell innerhalb 90 Tagen Knollen bildet.

### Krankheiten und Schädlinge
Insgesamt wird Topinambur nur von wenigen Krankheiten und Schädlingen befallen, die selten ertragsmindernd sind. Fast jährlich ist Echter Mehltau und Alternaria anzutreffen, aber nicht bekämpfungswürdig. Neben Mehltau kommt gelegentlich auch Rost vor. Wenn großflächiger Anbau durchgeführt wird, kann der Krankheits- und Schädlingsdruck steigen. Unter tropischen Bedingungen ist die Pflanze sehr empfindlich gegenüber der Becherpilz-Art Sclerotium rolfsii. Sklerotinia führt zu vorzeitigem Welken der Pflanze und zum Faulen der Knolle. Deshalb sind Sklerotinia-empfindliche Vorkulturen wie Buschbohnen oder Kohlarten zu vermeiden. Unter europäischen Bedingungen sind auch Wildschweine und Wühlmäuse als Schädiger anzutreffen. Bei zu hohen Düngergaben (insbesondere Stickstoff) faulen die Wurzeln leichter.

## Nutzung

### Ernährung
Der Geschmack der Topinamburknollen ist süßlich, die Konsistenz wässrig und sie erinnert an Artischockenböden und Süßkartoffel. Die Knolle kann sowohl roh in Salaten als auch in Salzwasser gekocht verzehrt werden. Auch frittiert wie Kartoffeln sind sie zum Essen geeignet. Ebenso kann ein Saft als Getränk zubereitet werden. Unter saurem Milieu kann dieser eingedickt werden und ergibt einen 90%igen Fructosesirup. Der goldgelb bis braune Topinambursirup wird als alternatives Süßungsmittel verkauft.
Besonders hervorzuheben ist der Inhaltsstoff Inulin, ein unverdauliches Polysaccharid. Als wasserlöslicher Ballaststoff ist Inulin ein wichtiges Präbiotikum.
Der Gehalt an Inulin ist zum Zeitpunkt der Ernte am höchsten und fällt bei der Lagerung ab. Der Gesamtgehalt (auf die Masse bezogen) an Zuckern bleibt dabei konstant.
| 100 g Topinambur enthalten allgemein: |          |        |        |               |               |
| Brennwert                             | Wasser   | Eiweiß | Fett   | Kohlenhydrate | Ballaststoffe |
| 130 kJ (31 kcal)                      | 78,465 g | 2,44 g | 0,41 g | 4 g           | 12,5 g        |

| 100 g Topinambur enthalten allgemein: |              |            |               |         |        |         |           |          |        |       |          |
| Broteinheiten                         | Linolensäure | Linolsäure | Mineralstoffe | Natrium | Kalium | Calcium | Magnesium | Phosphor | Eisen  | Zink  | Kupfer   |
| 0,33 BE                               | 44 mg        | 0,165 g    | 1,74 g        | 3 mg    | 478 mg | 10 mg   | 20 mg     | 78 mg    | 3,7 mg | 60 µg | 0,150 mg |

| 100 g Topinambur enthalten die Vitamine: |        |       |        |       |       |        |       |      |      |      |          |          |
| A                                        | B1     | B2    | B3     | B5    | B6    | B7     | B9    | B12  | C    | D    | E        | K        |
| 2 µg                                     | 200 µg | 60 µg | 1,3 mg | 60 µg | 90 µg | 1,7 µg | 31 µg | 0 mg | 4 mg | 0 mg | 1,3–2 mg | 0,023 mg |

Da die Knollen nur eine dünne Haut haben, trocknen sie leicht aus und werden welk. Anders als Kartoffeln sind sie deshalb nur wenige Wochen offen lagerbar. Das geschieht nach dem Kauf am besten foliert im Kühlschrank. Nach der Ernte müssen die Knollen frostfrei gelagert werden, weil sie dann nicht mehr frosthart sind. Die Luftfeuchte sollte zur Lagerung bei etwa 90 % liegen, die Temperatur am besten nahe 1 bis 2 °C. Eingeschlagen in Erde sind sie einige Monate haltbar. Bis zu sechs Monate Lagerung sind in Erdmieten möglich. Durch ein neuartiges „Infrarot-Trocknungsverfahren“ kann küchenfertiges Topinambur erstmals ganzjährig verfügbar gemacht werden.

### Brennerei
Topinambur wurde schon Ende des 19. Jahrhunderts zum Brennen von Destillaten verwendet. In Baden werden die Topinambur-Knollen zu einem Verdauungsschnaps verarbeitet, der unter den Bezeichnungen „Topinambur-Branntwein“, „Topinambur“, „Topi“, „Erdäpfler“, „Erdgold“, „Rossler“ (abgeleitet von Ross-Erdäpfel) oder „Borbel“ verkauft wird.
Topinambur-Branntwein duftet fruchtig und hat ein leicht nussig-süßliches Aroma. Charakteristisch ist der intensive, aber angenehm erdige Geschmack, der entfernt an Enzian erinnert. Vor dem Brand müssen die Topinambur-Knollen gründlich gewaschen werden, um alle Anhaftungen von Erde zu beseitigen. Bei ungenügender Reinigung bekommt der Branntwein einen unangenehmen Geschmack, im ungünstigsten Fall kann es zu Fehlgärungen kommen.
Topinambur-Branntwein wird gelegentlich zum „Roten Rossler“ veredelt. Dabei wird er mit Wurzeln der Blutwurz angesetzt, wobei Pflanzenstoffe aus der Wurzel herausgelöst werden, die dem „Roten Rossler“ einen leicht bitteren und adstringierenden Geschmack und nicht zuletzt die rote Färbung verleihen. Der „Rote Rossler“ ist bei Magenverstimmung, Durchfall oder Leibschmerzen als Hausmittel angezeigt, wird aber auch ohne körperliche Beschwerden, beispielsweise zur Unterstützung der Verdauung nach einer ausgiebigen Mahlzeit, gerne verkostet. Neben Blutwurz werden auch andere Zutaten, beispielsweise Johannisbeeren, bei der Herstellung von „Rotem Rossler“ verwendet. „Roter Rossler“ kommt wie reiner Topinambur-Schnaps mit 40–45 Vol.-% Alkohol in den Handel.
Über 90 % der in Deutschland gerodeten Topinamburknollen werden derzeit (Stand: 2005) in Obstbrennereien zu Spirituosen verarbeitet. Bei der Vergärung und anschließenden Destillation zu Spirituosen hat die Länge der nicht vergärbaren Inulinmoleküle eine geringe Bedeutung. Topinambur zählt laut Branntweinmonopol-Gesetz zu den Obststoffen.

### Zuckerherstellung
In geringerem Maß hatte Topinambur auch Bedeutung als Rohstoff für die Fruchtzucker-Herstellung. Interessant ist Fructose, weil sie süßer als Zucker (Saccharose) oder Dextrose (Glucose) ist. Die Zuckergewinnung war jedoch recht schwierig und kostenintensiv und wurde um den Zweiten Weltkrieg nicht mehr weiterverfolgt. Heute gibt es Techniken, die es leichter möglich machen, Fructose aus Topinambur herzustellen, indem sie nutzen, dass Fructose nach der Hydrolyse des Mehrfachzuckers Inulin schon hochprozentig in der Knolle vorhanden ist.

### Futterpflanze
Früher wurde auch den Haustieren (Vieh, Pferden, Schweinen) Topinambur verfüttert. Die nahe verwandte Art Helianthus maximiliani wird in den USA auch noch als Futterpflanze genutzt. Heute befinden sich wieder Produkte als Zusatzfutter für Pferde, Hunde und Kleintiere im Handel. Für Schafe und Schweine soll sie ein sehr gutes Futter sein. Topinambur wird auch als Wildacker in der Jagd und als Wildfutter angebaut. Hasen, Rot- und Schwarzwild scharren die Knollen aus dem Boden, die Stängel bieten eine gute Deckung für Vögel und Kleintiere. Vom Wild werden vor allem die Jungtriebe zur Äsung angenommen. Ausgewachsene Pflanzen werden vom Wild dagegen selten angenommen, da die Blätter offensichtlich zu rau sind. Vor allem im Hochwinter werden die Knollen durch die Tiere freigelegt. Der Topinambur-Wildacker trägt dazu bei, dass der Verbiss und die Flurschäden im angrenzenden Wald minimiert werden. Neben Wildschweinen fressen auch Bisamratte, Wanderratte, Schermaus und Wildkaninchen die Knollen. Da Topinambur ein Neophyt ist und sich zum Teil invasiv ausbreitet, sollte eine Anpflanzung nicht in der Nähe von Fließgewässern stattfinden. Hier kann es aufgrund der Wühltätigkeiten zu größeren Schäden an der Uferbefestigung kommen. Die Wühltätigkeit der Nager trägt außerdem zur Verbreitung der Pflanzen bei. Von Nagern freigelegte Knollen und Knollenbruchstücke werden durch Fließgewässer häufig verschwemmt und besiedeln dann andere Habitate neu. Auch wenn Topinambur heute als invasive Pflanze angesehen werden kann, ist die Kultur unter geregelten Bedingungen sehr gut möglich und sinnvoll.

### Bioenergie
Aufgrund der guten Anbaueigenschaften und der hohen Biomasseproduktion kann Topinambur auch als Energiepflanze genutzt werden und spielt entsprechend als nachwachsender Rohstoff eine potenzielle Rolle. Dabei lassen sich sowohl die vegetativen Teile als auch die Knollen zu Biogas und Bioethanol vergären oder zu Brennstoff trocknen und verarbeiten. Vor der Bioethanolherstellung sollten die Knollen einen Frost abbekommen haben, damit das enthaltene Inulin durch die dadurch aktivierte Inulase in fermentierbare Zucker umgewandelt werden kann.
Bei der Biogasnutzung ist eine mehrjährige Kultur möglich. Der Trockenmasseertrag (Kraut und Knollen) kann bis zu 30 Tonnen pro Hektar betragen. Mit ca. 8140 Kubikmeter Biogas pro Hektar kann aus dem Krautertrag rund 10 % weniger Biogas gewonnen werden als bei Silomaisanbau. Erntet man auch die Knollen, ist ein zusätzlicher Ertrag von etwa 2150 Kubikmeter Biogas pro Hektar möglich. Allerdings gibt es erst seit wenigen Jahren Anbauerfahrungen mit Topinambur zur Energienutzung. Bei der Veredelung zu Ethanol hat der Inulin-Ertrag und damit auch die Form der Inulinmoleküle kaum Einfluss. Topinambur wird bei der Bioethanolherstellung nur noch durch die Zuckerrübe geschlagen.
Topinambur kann auch getrocknet und in Form von Pellets als Brennstoff genutzt werden. Sie können ohne Umbaumaßnahmen in Hackschnitzel- oder Pelletheizungen eingesetzt werden. Dabei entsprechen im Mittel 3,1 kg Topinamburkrautpellets einer Heizleistung von 1 kg Heizöl.

### Medizinische Bedeutung
Die Knollen sind bei Diabetikern beliebt, da sie zu 16 % aus Kohlenhydraten in Form des Mehrfachzuckers Inulin bestehen. Topinambur ist seit 1922 auf dem Speiseplan flankierend zur Behandlung von Diabetes in Verwendung. Inulin, der langkettige Zuckerstoff, kann nicht verdaut werden, weil die dazu nötigen Enzyme nicht vorhanden sind, und wirkt deshalb als Ballaststoff im Darm. Erst im Dickdarm kommt es zur Fermentierung, was aber auch zu Blähungen führen kann. Wird Inulin regelmäßig mit der Nahrung aufgenommen, senkt das die Blutfettwerte und fördert die Anwesenheit von Bifidobakterien. Entsprechende Versuche wurden mit Absetzferkeln im Ersatz zu Leistungsförderern eingesetzt und förderten die Laktoflora-Bildung.
In Reformhäusern wird Topinambur als Kautablette oder Getränk verkauft, um, vor der eigentlichen Mahlzeit eingenommen, in Verbindung mit Wasser durch Aufquellen im Magen das Hungergefühl etwas zu dämpfen. Die Knolle enthält Betain, Cholin und Saponine, die als hemmend gegen Krebs angesehen werden. Des Weiteren beinhaltet Topinambur sogenannte Polyphenole, die eine starke antioxidative Wirkung haben. Sie schützen die Pflanze vor Fraßfeinden sowie schädlichen Umwelteinflüssen. Im menschlichen Körper wirken sie ähnlich, weswegen sie sehr wertvoll für die Gesundheit sind. Die Knollen enthalten die Phenolsäuren Salicylsäure (wirkt antimikrobiell sowie entzündungshemmend), Chlorogensäure (Antioxidans) und Gentisinsäure (bakteriostatische Effekte).